# Pintor (professió)
|  | Aquest article tracta sobre el pintor de brotxa gruixuda. Si cerqueu l'ofici artístic, vegeu «pintor». |

Un pintor o una pintora és aquella persona que té com a professió la decoració de parets i altres superfícies interiors o exteriors mitjançant l'aplicació de pintura. La principal ocupació del pintor és la distribució uniforme de pintura per les superfícies a decorar utilitzant eines com ara brotxes o rodets. El pintor és contractat pels constructors o propietaris dels habitatges per a donar color i protecció a les seves parets i sostres d'acord amb els seus gustos i al disseny de l'habitatge.
Entre les seves funcions es troben el rascat de les parets per retirar la pintura antiga o el paper pintat abans d'aplicar la nova. Per a això, utilitza decapant, aigua i espàtula. Paper de vidre les superfícies per allisar utilitzant paper de vidre o raspalls de metall. Omple els orificis deixats per alguna escàrpia i altres imperfeccions utilitzant massilla o escaiola i aplicant-la amb l'espàtula de massillar. Abans de pintar aclareix les parets retirant cables, endolls o interruptors i apartant els quadres i mobles propers a elles. Protegeix amb cinta de paper els endolls, sòcols i marcs de portes i finestres a prop de la superfície a pintar. Així mateix, cobreix amb plàstics o teles la zona del sòl propera a la paret o situada sota el sostre que es va a decorar i els mobles que poden veure's afectats per la caiguda de pintura.
El pintor utilitza diferents tipus de pintura segons les característiques de l'habitació, el tipus de superfície i el resultat buscat. Així, empra pintura metàl·lica per cobrir canonades i recipients metàl·lics, esmalt per als radiadors o pintura acrílica per a les zones humides o afectades pel greix. A més, aplica vernissos sobre les superfícies de fusta per protegir-les de la humitat i el deterioro. Posa pintura al gotelé sobre les parets utilitzant una eina mecànica o manual amb orificis a través dels quals es projecta sobre creu blau.
Encarrega pintura del color acordat amb el constructor o el propietari de l'habitatge o barreja diferents tints amb pintura blanca fins a aconseguir el to desitjat. Abans de començar el treball pot realitzar diferents proves de color sobre la paret per obtenir l'aprovació de l'amo. Els pintors també posen el paper pintat sobre les parets. Per a això, mesuren i tallen els rotllos segons les dimensions de l'habitació, apliquen la cua i els estenen evitant crear grumolls o bosses d'aire. Combinen els diferents rotlles de paper de manera coordinada de manera que el disseny quedi uniforme.

## Eines

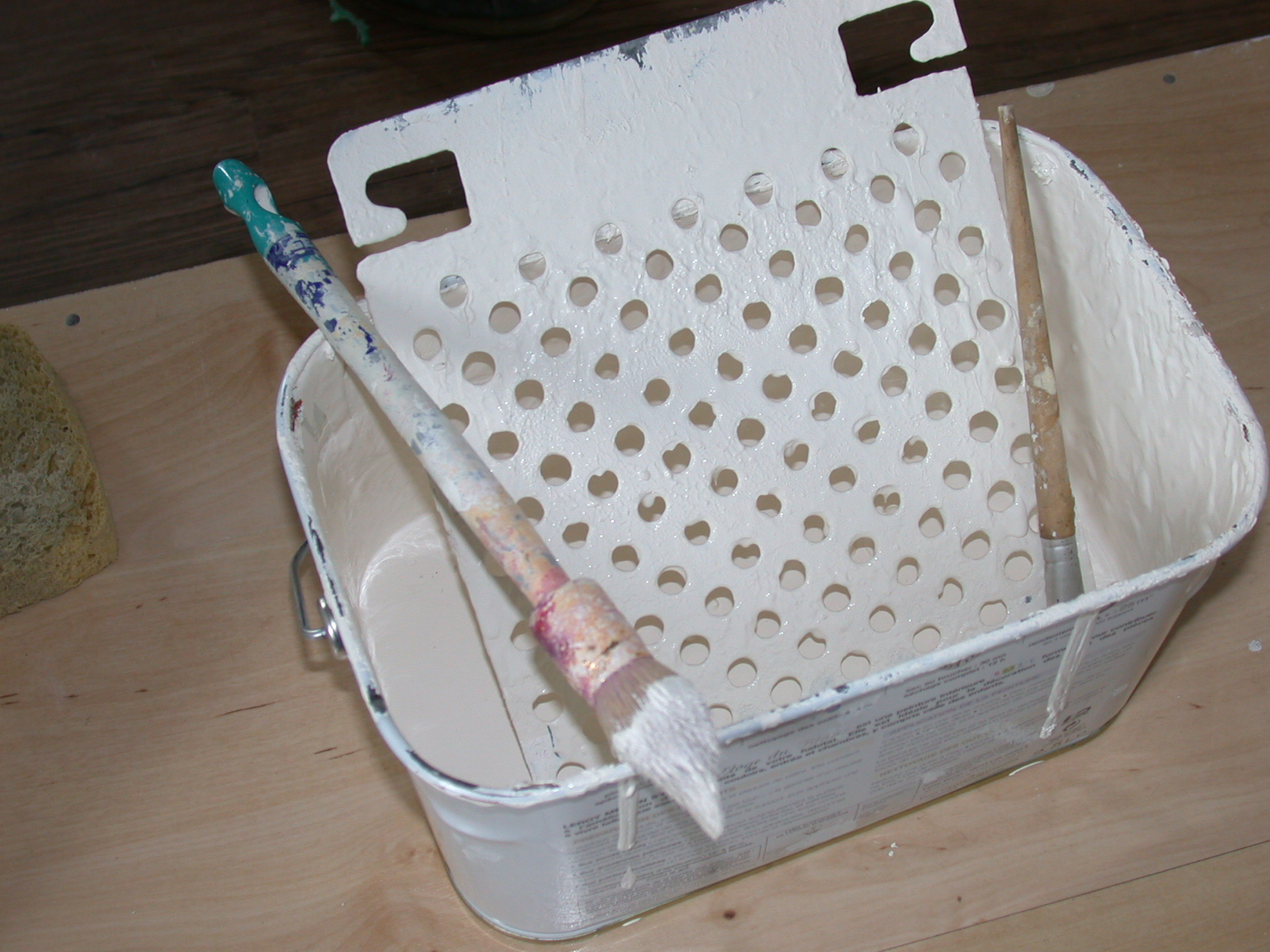
Cubeta amb pintura

Per a exercir el seu ofici, el pintor utilitza diferents eines:
- Corró. Ho fa rodar per una cubeta en la qual s'ha abocat una làmina de pintura per impregnar-i després els llisquen per la superfície a pintar. És una eina més ràpida que la brotxa i resulta molt útil per pintar sostres o superfícies llunyanes.
- Cubeta i safata. Serveixen per traspassar pintura al corró. La safata és una superfície amb orificis que s'utilitza per escórrer el corró i eliminar la pintura sobrant.
- Brotxes de diferents mides utilitzades per pintar superfícies estretes, amagades o de difícil accés.
- Esprai, per aplicar pintura amb esprai.
- Esponja. S'impregna de pintura i s'aplica a trams en la tècnica anomenada esponjat.
- Plantilles. Per pintar a través d'elles en el tipus de decoració anomenat estergit.

El pintor treballa habitualment vestit amb una granota i una gorra per a protegir-se de les taques. De la mateixa manera, es cobreix la boca i el nas amb mascara si necessita utilitzar productes químics.